# One Big Happy
One Big Happy – amerykański serial telewizyjny (komedia) wyprodukowany przez ITV Studios America oraz Marty Adelstein Productions. Twórcą serialu jest  Liz Feldman. Producentem wykonawczym jest Ellen DeGeneres. Serial był emitowany od 17 marca 2015 roku do 28 kwietnia 2015 roku przez NBC
9 maja 2015 roku, stacja NBC ogłosiła zakończenie produkcji serialu po jednym sezonie.

## Fabuła
Serial opowiada o przyjaźni między lesbijką Lizzy a Lukiem, którzy są dla siebie jak rodzeństwo. Oboje chcą wspólnie wychować dziecko. Kiedy Lizzy jest w ciąży, Luke poznaje kobietę swojego życia. Wszystko zaczyna się komplikować.

## Obsada

### Główna
- Nick Zano jako Luke[3]
- Elisha Cuthbert jako Lizzy[4]
- Kelly Brook jako Prudence[5]
- Brandon Mychal Smith jako Marcus
- Rebecca Corry jako Leisha[6]
- Chris Williams jako Roy

## Odcinki
| Sezon | Sezon | Odcinki | Oryginalna emisja NBC | Oryginalna emisja NBC | Oryginalna emisja | Oryginalna emisja | Oryginalna emisja |
| Sezon | Sezon | Odcinki | Premiera sezonu       | Finał sezonu          | Premiera sezonu   | Finał sezonu      |                   |
| ----- | ----- | ------- | --------------------- | --------------------- | ----------------- | ----------------- | ----------------- |
|       | 1     | 6       | 17 marca 2015         | 28 kwietnia 2015      | brak danych       | brak danych       |                   |

### Sezon 1 (2015)
| # | Tytuł                 | Reżyseria      | Scenariusz                          | Premiera         | Premiera |
| - | --------------------- | -------------- | ----------------------------------- | ---------------- | -------- |
| 1 | Pilot                 | Scott Ellis    | Liz Feldman                         | 17 marca 2015    |          |
| 2 | Out of the Closet     | David Trainer  | Liz Feldman                         | 24 marca 2015    |          |
| 3 | Crushing It           | Shelley Jensen | Nastaran Dibai                      | 14 kwietnia 2015 |          |
| 4 | Flight Risk           | Linda Mendoza  | Peter Blake, Liz Feldman, Sara Hess | 14 kwietnia 2015 |          |
| 5 | A Tale of Two Hubbies | Katy Garretson | Gregg Mettler                       | 21 kwietnia 2015 |          |
| 6 | Wedlocked             | Shelley Jensen | Liz Feldman                         | 28 kwietnia 2015 |          |

## Produkcja
10 maja 2014 roku, stacja NBC zamówiła 6 odcinkowy sezon, którego premiera jest zaplanowana na midseason